# Çankırı
Çankırı è una città della Turchia, capoluogo dell'omonima provincia. Si trova a circa 140 km a nord-ovest di Ankara, a 800 m circa sul livello del mare, in una valle ricca di sorgenti d'acqua.
In antichità la città era nota come Gangra, poi Germanicopoli (latino: Germanicopolis; greco: Γερμανικόπολις) o Germanopoli  (greco: Γερμανόπολις), poi Changra, Kandari, o Kanghari. Questo centro abitato ha visto, nel corso della sua storia, molte culture ed etnie: Ittiti, Persiani, Greci, Parti, Pontici, Galati, Romani, Bizantini, Selgiuchidi e infine Turchi Ottomani.

## Storia
Fu la capitale del regno di Paflagonia di re Deiotaro Filadelfo, poi assorbito nella provincia romana della Galazia alla morte del sovrano, nel 6 a.C. La città antica, il cui nome significa «capra», fu costruita sulla collina dietro la città moderna, e ne sono rimaste alcune rovine di una fortificazione; la città romana, invece, fu costruita sul sito di quella moderna. Fu chiamata «Germanicopoli» in onore del generale romano Germanico, o forse dell'imperatore Claudio, fino all'epoca di Caracalla.
Fu sede metropolitana della Paflagonia; Ippazio, considerato santo dai cristiani ortodossi, ne fu vescovo. Nel IV secolo (l'anno esatto del sinodo varia dal 341 al 376) la città fu sede di un importante sinodo ecclesiastico, il sinodo di Gangra, in cui ventuno vescovi, riunitisi per decidere sulla posizione di Eustazio di Sebaste e di alcuni suoi seguaci – che si opponevano al matrimonio, ritenevano poco importanti le funzioni in chiesa, si riunivano tra di loro, avevano vesti particolari, denunciavano i ricchi e mostravano una particolare santità –, ne condannarono le posizioni. I venti canoni del sinodo di Gangra furono dichiarati ecumenici dal concilio di Calcedonia del 451.
Dopo la riforma tetrarchica delle province romane, fu la capitale della provincia di Paflagonia, nella diocesi del Ponto.